# لو غيش
لو غيش (بالإنجليزية: Lou Gish)‏ هي ممثلة بريطانية، ولدت في 27 مايو 1967 في لندن في المملكة المتحدة، وتوفي بنفس المكان في 20 فبراير 2006 بسبب سرطان.

## وصلات خارجية
- لو غيش على موقع IMDb (الإنجليزية)
- لو غيش على موقع قاعدة بيانات الفيلم (الإنجليزية)